# Solbjerg (Aarhus Kommune)
 For alternative betydninger, se Solbjerg. (Se også artikler, som begynder med Solbjerg)
Solbjerg, også kaldet Ny Solbjerg, er en by i Østjylland med 4.787 indbyggere  (2024), beliggende i Aarhus Kommune. Solbjerg ligger godt 15 kilometer fra centrum af Aarhus. Byen hører til Region Midtjylland.
Solbjerg er beliggende i Astrup Sogn, Tulstrup Sogn, Hvilsted Sogn, Tiset Sogn og en del af Vitved Sogn.
Den østjyske by ligger på et højdedrag ved den østlige del af Solbjerg Sø.
Ny Solbjerg stammer fra slutningen af det 19. århundrede, hvor der blev etableret en landevejskro ved et vejkryds lidt fra Gammel Solbjerg, og kroejeren valgte at kalde sin kro for Ny Solbjerg Kro. Efterhånden blev kroen knudepunkt for områdets landboforening, og der voksede en by op på stedet vest for den ældre landsby, Astrup.
I 2017 fremlagde Banedanmark planer om en ny jernbanelinje fra Hasselager til Hovedgård, den såkaldte Ny bane Hovedgård - Hasselager, der blev foreslået til at ville gå enten øst eller vest om eller igennem Solbjerg.